# Charles Claude Flahaut de La Billarderie

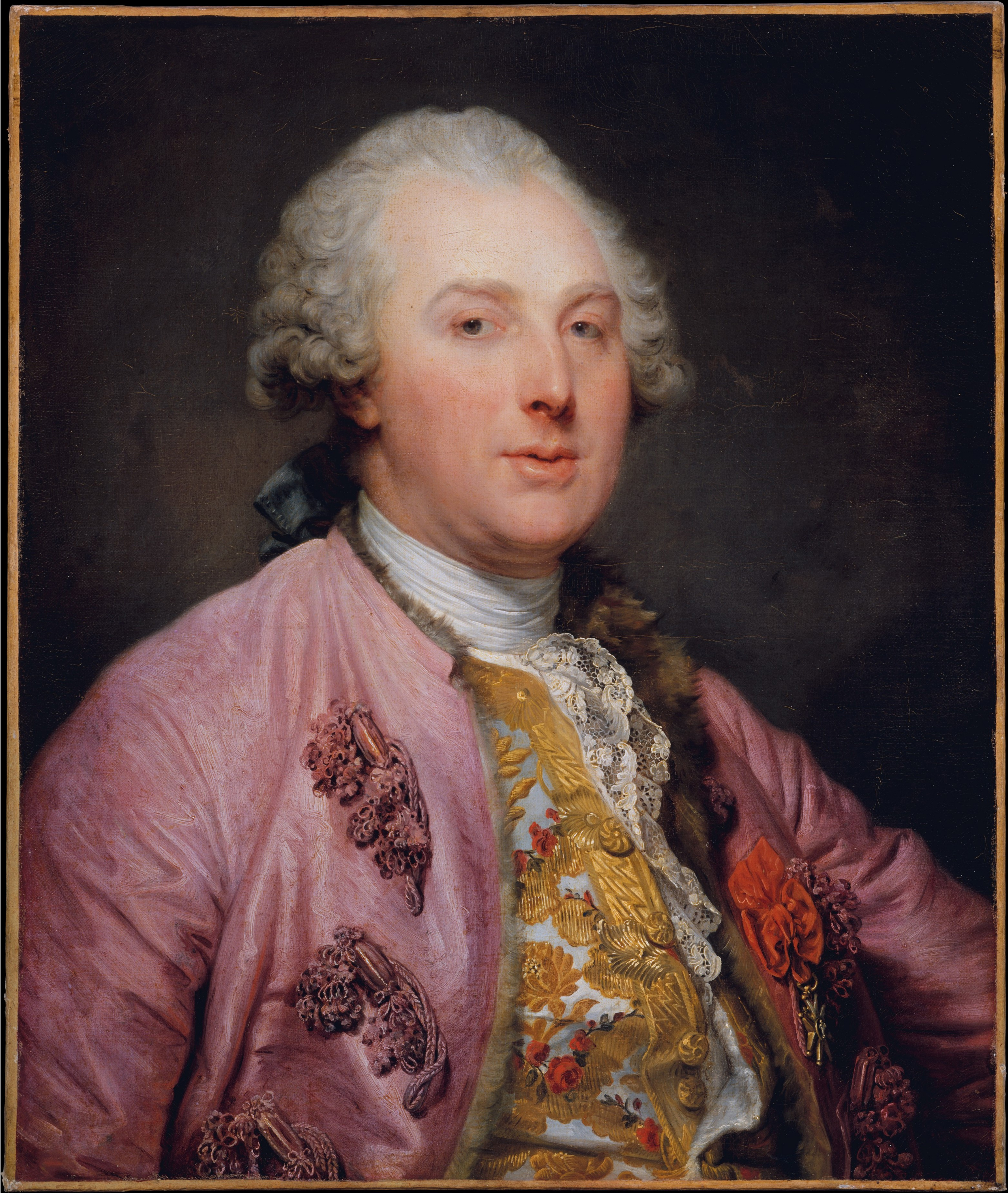
Der Comte d’Angiviller, Porträt von Jean-Baptiste Greuze, um 1763, heute in New York, Metropolitan Museum of Art.

Charles Claude Flahaut de La Billarderie, comte d’Angiviller (* 24. Januar 1730 in Saint-Remy-en-l’Eau im Beauvaisis; † 11. Dezember 1809 in Altona, heute Hamburg) war ein französischer Militär, Politiker und Direktor der königlichen Baudirektion unter Ludwig XVI.

## Leben
Der Comte d’Angivillers war ein Freund Ludwigs XVI. und wurde von diesem 1774 zum directeur général des Bâtiments, Arts, Jardins et Manufactures de France ernannt, der für die offizielle Kunstpolitik wichtigsten Position innerhalb der königlichen Administration. In seiner Amtszeit (bis 1790) wurden die ersten Ideen zur Schaffung eines nationalen Museums im Louvre entwickelt, nachdem die Galerie des Jardin du Luxembourg 1779 nach knapp zwanzig Jahren wieder geschlossen wurde. Zu diesem Zweck stärkte d’Angivillers die königlichen Sammlungen unter anderem durch eine engagierte Ankaufspolitik, die noch unter Ludwig XV. nachgelassen hatte, und förderte in besonderem Maße die französische Historienmalerei. Er verließ Frankreich 1790. Im April 1796 kam er nach Kiel und später auf das Gut Emkendorf. Als Anhänger des Absolutismus kam er dort in Gegensatz zu den Grafen Reventlow. Er verbrachte später seinen Lebensabend in einem Kloster in Altona.